# 加群の直和
抽象代数学における直和（ちょくわ、英: direct sum）は、いくつかの加群を一つにまとめて新しい大きな加群にする構成である。加群の直和は、与えられた加群を「不必要な」制約なしに部分加群として含む最小の加群であり、余積の例である。双対概念である直積と対照をなす。
この構成の最もよく知られた例はベクトル空間（体上の加群）やアーベル群（整数環 Z 上の加群）を考えるときに起こる。構成はバナッハ空間やヒルベルト空間をカバーするように拡張することもできる。

## ベクトル空間とアーベル群に対する構成
まずこれら二つについて、対象が二つだけの場合と仮定して構成を与え、それからそれらを任意の加群の任意の族に一般化する。一般的な構成の重要な部分は、これら二つのケースを深く考えることによって、よりはっきり浮かび上がってくるだろう。

### 2つのベクトル空間に対する構成
V と W を体 K 上のベクトル空間とする。カルテジアン積 V × W に K 上のベクトル空間の構造を成分ごとに演算を定義することによって与えることができる (Halmos 1974, §18)： v, v1, v2 ∈ V, w, w1, w2 ∈ W, α ∈ K に対して、
- (v1, w1) + (v2, w2) = (v1 + v2, w1 + w2)
- α (v, w) = (α v, α w)

得られるベクトル空間は V と W の直和 (direct sum) と呼ばれ、通常円の中にプラスの記号で表記される：
{\displaystyle V\oplus W}
順序付けられた和の元を順序対 (v, w) ではなく和 v + w として書くのが慣習である。
V ⊕ W の部分空間 V × {0} は V に同型でありしばしば V と同一視される。{0} × W と W に対しても同様。（以下の内部直和を見よ。）この同一視をして、V ⊕ W のすべての元は1つ、そしてただ1つの方法で V の元と W の元の和として書くことができる。V ⊕ W の次元は V と W の次元の和に等しい。
この構成はただちに任意の有限個のベクトル空間に一般化する。

### 2つのアーベル群に対する構成
加法的に書かれるアーベル群 G と H に対して、G と H の直積 (direct product) はまた直和 (direct sum) とも呼ばれる (Mac Lane & Birkhoff 1999, §V.6)。したがってカルテジアン積 G × H は成分ごとに演算を定義することによってアーベル群の構造が入る： g1, g2 ∈ G, h1, h2 ∈ H に対して、
- (g1, h1) + (g2, h2) = (g1 + g2, h1 + h2)

整数を掛けることは成分ごとに次のように同様に定義される。g ∈ G, h ∈ H と、整数 n に対して、
- n(g, h) = (ng, nh)

これはベクトル空間の直和に対するスカラー倍と同様の定義である。
得られるアーベル群は G と H の直和 (direct sum) と呼ばれ、通常円の中にプラスの記号で表記される：
{\displaystyle G\oplus H}
順序付けられた和の元を順序対 (g, h) ではなく和 g + h として書くのが慣習である。
G ⊕ H の部分群 G × {0} は G に同型でありしばしば G と同一視される。{0} × H と H に対しても同様。（以下の「内部直和」を参照。）この同一視をして、G ⊕ H のすべての元は1つ、ただ1つの方法でG の元と H の元の和として書けるということが正しい。G ⊕ H のランクは G と H のランクの和に等しい。
この構成は直ちに有限個のアーベル群に一般化する。

## 加群の任意の族に対する構成
2つのベクトル空間の直和と2つのアーベル群の直和の定義の間の明らかな同様性に気付くべきである。実際、それぞれは2つの加群の直和の構成の特別な場合である。さらに、定義を修正することによって加群の無限族の直和に適用することもできる。正確な定義は以下のようである (Bourbaki 1989, §II.1.6)。
R を環とし {Mi : i ∈ I} を集合 I で添え字づけられた左 R-加群の族とする。すると {Mi} の直和 (direct sum) はすべての列 {\displaystyle (\alpha _{i})} の集合、ただし {\displaystyle \alpha _{i}\in M_{i}} であり有限個を除くすべての添え字 i にたいして {\displaystyle \alpha _{i}=0}、と定義される。（直積 (direct product) は類似だが添え字は有限個を除くすべてで消える必要はない。）
それはまた次のようにも定義できる。I から加群 Mi の非交和への関数 α であって、すべての i ∈ I に対して α(i) ∈ Mi であり有限個を除くすべての添え字 i に対して α(i) = 0 であるようなもの。これらの関数は {\displaystyle i\in I} 上のファイバーを {\displaystyle M_{i}} として添え字集合 I 上のファイバー束の有限台断面として同値に見なすことができる。
この集合は成分ごとの和とスカラー倍を経由して加群の構造を引き継ぐ。具体的には、2つのそのような列（あるいは関数） α と β はすべての i に対して {\displaystyle (\alpha +\beta )_{i}=\alpha _{i}+\beta _{i}} （これは再び有限個を除くすべての添え字に対して 0 であることに注意する）と書くことによって足すことができ、そのような関数は R の元 r によってすべての i に対して {\displaystyle r(\alpha )_{i}=(r\alpha )_{i}} と定義することによって掛けることができる。このようにして、直和は左 R-加群になり、それは
{\displaystyle \bigoplus _{i\in I}M_{i}.}
と表記される。列 {\displaystyle (\alpha _{i})} を和 {\displaystyle \textstyle \sum \alpha _{i}} として書くのが慣習である。ときどき有限個を除くすべての項が 0 であることを示すためにプライム付総和 {\displaystyle \textstyle \sum '\alpha _{i}} が使われる。

## 性質
- 直和は加群 Mi の直積（英語版）の部分加群である(Bourbaki 1989, §II.1.7)。直積は I から加群 Mi の非交和へのすべての関数 α で α(i)∈Mi となるものの集合であるが、有限個を除くすべての i で消える必要はない。添え字集合 I が有限であれば、直和と直積は等しい。
- 加群の各 Mi は i とは異なるすべての添え字上で消える関数からなる直和の部分加群と同一視できる。これらの同一視をして、直和のすべての元 x は1つ、そしてただ1つの方法で加群 Mi たちの有限個の元の和として書ける。
- Mi が実はベクトル空間であれば、直和の次元は Mi の次元の和に等しい。同じことはアーベル群のランクと加群の長さに対しても正しい。
- 体 K 上のすべてのベクトル空間は十分たくさんの K のコピーの直和に同型であり、したがってある意味考えられなければならないのはこれらの直和だけである。これは任意の環上の加群に対しては正しくない。
- テンソル積は次の意味で直和上分配する： N が右 R-加群であれば、N の Mi とのテンソル積（これはアーベル群）の直和は自然に N の Mi の直和とのテンソル積と同型である。
- 直和はまた（同型を除いて）可換であり結合的である、つまりどんな順番で直和を作ろうが関係ない。
- 直和からある左 R-加群 L への R-線型準同型の群は自然に Mi から L への R-線型準同型の群の直積に同型である：
{\displaystyle \operatorname {Hom} _{R}\!{\bigg (}\bigoplus _{i\in I}M_{i},L{\biggr )}\cong \prod _{i\in I}\operatorname {Hom} _{R}(M_{i},L).}
実際、明らかに左辺から右辺への準同型 τ が存在する、ただし τ(θ)(i) は（Mi の直和への自然な包含を使って） x∈Mi を θ(x) に送る R-線型準同型である。準同型 τ の逆は加群 Mi の直和の任意の α に対して
{\displaystyle \tau ^{-1}(\beta )(\alpha )=\sum _{i\in I}\beta (i)(\alpha (i))}
で定義される。重要な点は α(i) が有限個を除くすべての i に対して 0 でありしたがって和が有限であるから τ−1 の定義は意味をなすということである。
とくに、ベクトル空間の直和の双対ベクトル空間はそれらの空間の双対の直積に同型である。
- 加群の有限直和は双積（英語版）である：
{\displaystyle p_{k}:A_{1}\oplus \cdots \oplus A_{n}\to A_{k}}
が自然な射影写像であり
{\displaystyle i_{k}:A_{k}\mapsto A_{1}\oplus \cdots \oplus A_{n}}
が包含写像であれば、
{\displaystyle i_{1}\circ p_{1}+\cdots +i_{n}\circ p_{n}}
は A1 ⊕ ··· ⊕ An の恒等射に等しく、
{\displaystyle p_{k}\circ i_{l}}
は l=k のとき Ak の恒等射でありそれ以外では零写像である。

## 内部直和
M を R-加群とし、Mi (i ∈ I) はすべて M の部分加群とする。すべての x ∈ M が Mi の有限個の元の和として一通り、かつ一通りに限り書くことができるならば、M は部分加群の族 Mi の内部直和 (internal direct sum) であると言う (Halmos 1974, §18)。この場合、M は、上で定義された Mi たちの（外部）直和と自然同型である (Adamson 1972, p.61)。
M の部分加群 N が M の直和成分または直和因子 (direct summand) であるとは、M の別の部分加群 N′ が存在して M は N と N′ の内部直和となるときにいう。このとき、N と N′ は互いに補（complementary submodule; 相補部分加群、ベクトル空間の場合相補部分空間）であるという。

## 普遍性
圏論の言葉では、直和は余積でありしたがって左 R-加群の圏の余極限である、つまりそれは以下の普遍性によって特徴づけられる。すべての i ∈ I に対して、 Mi の元を i を除くすべての変数に対して 0 である関数に送る自然な埋め込み
{\displaystyle j_{i}\colon M_{i}\to \bigoplus _{k\in I}M_{k}}
を考えよ。fi : Mi → M がすべての i に対して任意の R-線型写像であれば、ちょうど1つの R-線型写像
{\displaystyle f\colon \bigoplus _{i\in I}M_{i}\to M}
が存在して、すべての i に対して f o ji = fi である。
双対的に、直積は積である。

## グロタンディーク群
直和は対象の集合に可換モノイドの構造を対象の和は定義されるが差はされないという意味で与える。実は、差を定義することができ、すべての可換モノイドはアーベル群に拡張することができる。この拡張はグロタンディーク群として知られている。拡張は対象のペアの同値類を定義することによってされる、これによってあるペアを逆元として扱うことができる。この構成（詳細はグロタンディーク群の項を見よ）は、一意であるという普遍性をもつ点で「普遍的」であり、アーベルモノイドのアーベル群への任意の他の埋め込みに準同型である。

## 付加的な構造をもった加群の直和
考えている加群が付加的な構造（例えばノルムや内積）をもっていれば、加群の直和もしばしばこの付加的な構造をもつようにできる。この場合、付加的な構造をもっているすべての対象の適切な圏における余積を得る。2つの顕著な例はバナッハ空間とヒルベルト空間に対して起こる。
古典的なテクストには、さらに体上の多元環の直和の概念を導入するものもある。しかしながらその構成は、多元環の圏における余積ではなくて直積を与えるものになる（次の節の注意を参照、あるいは自明でない単位的環の無限族に加法群としての直和をとり成分ごとの積を入れたものは単位元を持たないことを想起せよ）。

### 多元環の直和
多元環 X と Y の直和とは、ベクトル空間の直和に積を
{\displaystyle (x_{1}+y_{1})(x_{2}+y_{2})=(x_{1}x_{2}+y_{1}y_{2})}
で入れたものをいう。これらの古典的な例を考えよう：
- {\displaystyle \mathbb {R\oplus R} } は分解型複素数に環同型であり、区間算術（英語版）においても使われる。
- {\displaystyle \mathbb {C\oplus C} } は 1848 年にジェームズ・コックル（英語版）によって導入されたテッサリンの多元環である。
- {\displaystyle \mathbb {H\oplus H} } は、分解型双四元数（英語版）と呼ばれ、1873 年にクリフォードによって導入された。

ジョゼフ・ウェダーバーンは、自身の超複素数の分類において、多元環の直和の概念を利用した (Wedderburn, Lectures on Matrices (1934), page 151)。ウェダーバーンは多元環の直和と直積の違いを以下のように明らかにしている。すなわち、直和に対して係数体は両方の成分に同時に作用する ({\displaystyle \lambda (x\oplus y)=\lambda x\oplus \lambda y}) が、一方で直積に対しては両方ではなく一方のみがスカラー倍される ({\displaystyle \lambda (x,y)=(\lambda x,y)=(x,\lambda y)}).
Ian R. Porteous は上記の直和三つをそれぞれ {\displaystyle {}^{2\!}{\boldsymbol {R}},\,{}^{2\!}{\boldsymbol {C}},\,{}^{2\!}{\boldsymbol {H}}} と書いて、自身の Clifford Algebras and the Classical Groups (1995) で係数体として用いた。
注意
上記の構成は、ウェダーバーンの用いた直和と直積の語法に従ったものだが、これは圏論で用いる直和と直積の慣習とは異なる。圏論的な用語では、ウェダーバーンの意味での直和は圏論的直積であり、一方ウェダーバーンの意味での直積は余積（圏論的直和）である（実はこれは（可換多元環に対して）多元環のテンソル積に対応する）。

### 合成代数
合成代数 (A, ∗, N) は体上の多元環 A, 対合 ∗ および「ノルム」N(x) = xx* からなる。任意の体 K に対して、K と自明なノルム（つまり N(x) = x2）から始まる合成代数の系列が生じてくる。この系列は、多元環の直和 A ⊕ A を作って新たな対合 (x, y)*  = x* − y を入れるという帰納的な手続きによって得られる。
レオナード・E・ディクソンが四元数を二重化して八元数を得るためにこの構成を発明しており、直和 A ⊕ A を利用するこの二重化法はケイリー–ディクソン構成と呼ばれる。実例として、K = ℝ（実数体）から始めれば、系列として複素数、四元数、八元数、十六元数が生成される。また K = ℂ（複素数体）と自明なノルム N(z) = z2 から始めれば、以下双複素数、双四元数、双八元数と続く。
マックス・ツォルンは、古典的なケイリー–ディクソン構成では先の (ℂ, z2) の系列に属する代数の部分多元環として生じるいくつかの合成代数（特に分解型八元数）を取りこぼしてしまうことに気が付いた。そのために修正されたケイリー–ディクソン構成（これもまたもとの多元環 A から直和 A ⊕ A を作る方法に基づく）は、実数、分解型複素数、分解型四元数、分解型八元数の系列を作るのに利用される。

### バナッハ空間の直和
二つのバナッハ空間 X, Y の直和とは、X と Y を単にベクトル空間と見なしてとった直和に、ノルムを
{\displaystyle \|(x,y)\|:=\|x\|_{X}+\|y\|_{Y}\quad (\forall x\in X,\forall y\in Y)}
によって定めたものをいう。
一般に、バナッハ空間の族 Xi で、添字 i は添字集合 I をわたるものとするとき、直和 {\displaystyle \textstyle \bigoplus _{i\in I}X_{i}} は、I 上で定義された函数 x であって、x(i) ∈ Xi (∀i ∈ I) かつ
{\displaystyle \|x\|:=\sum _{i\in I}\|x(i)\|_{X_{i}}<\infty }
を満たすものすべてからなる加群である。ノルム ‖ x ‖ は上記の和で与えるものとすれば、このノルムを伴った直和は再びバナッハ空間となる。
例えば、添字集合を I = N にとり Xi = R であれば、直和 Xi はノルム ‖ a ‖ ≔ ∑
i|ai| が有限となる実数列 (ai) 全体の成す数列空間 l1 である。
バナッハ空間 X の閉部分空間 A が補空間を持つ (complemented) とは、X の別の閉部分空間 B が存在して X は内部直和 A ⊕ B に等しいことをいう。必ずしもすべての閉部分空間が補空間を持つわけでないことに注意しよう、例えば零列の空間 c0 は有界数列の空間 l∞ において補空間を持たない。

### 双線型形式付き加群の直和
I を添字集合とする、双線型形式を備えた加群の族 {(Mi, bi) : i ∈ I} に対し、それらの直交直和 (orthogonal direct sum) とは、単に加群としてのそれらの直和であって、
{\displaystyle B((x_{i}),(y_{i}))=\sum _{i\in I}b_{i}(x_{i},y_{i})}
で定義される双線型形式 B をもったものを言う。
ここで、上記の和に非零の項は有限個しか現れないから、この和は添字集合 I が無限集合であっても意味を成す。また、複素係数の場合には双線型を半双線型に置き換えて同様のことができる。

### ヒルベルト空間の直和
前節と同様の仕方で、有限個のヒルベルト空間 H1, …, Hn が与えられたとき、
{\displaystyle \langle (x_{1},...,x_{n}),(y_{1},...,y_{n})\rangle =\langle x_{1},y_{1}\rangle +...+\langle x_{n},y_{n}\rangle }
を内積として直交直和が定義できる。
得られる直和は与えられたヒルベルト空間を互いに直交する部分空間として含むヒルベルト空間である。
無限個のヒルベルト空間 Hi (i ∈ I) が与えられたときにも、同じ構成を行うことができる（内積の定義に際して、非零な成分は有限個ゆえ実質有限和となることに注意する）。ただし得られるのは内積空間にはなるけれども、必ずしも完備にならない。そこで、この内積空間の完備化をヒルベルト空間 Hi のヒルベルト空間としての直和と定義する。
あるいは同じことだが、I 上定義された函数 α で
{\displaystyle \alpha _{i}:=\alpha (i)\in H_{i}\quad (\forall i\in I)\quad {\text{ and }}\quad \sum _{i}\left\|\alpha _{i}\right\|^{2}<\infty }
を満たすもの全体の成す空間として Hi たちのヒルベルト空間の直和を定義することもできる。このとき、そのような函数 α と β の内積は
{\displaystyle \langle \alpha ,\beta \rangle =\sum _{i}\langle \alpha _{i},\beta _{i}\rangle }
で与えられる。この空間は完備であり、確かにヒルベルト空間が得られている。
例えば、添字集合を I = N にとり Xi = R とすれば、直和 {\displaystyle \textstyle \bigoplus _{i\in \mathbf {N} }X_{i}} はノルム ‖ a ‖ ≔ √∑
i |ai| が有限となる実数列 (ai) 全体の成す空間 l2 である。これをバナッハ空間の例と比べると、バナッハ空間の直和とヒルベルト空間の直和は必ずしも同じではないことがわかる。しかし有限個の成分しかないならば、バナッハ空間の直和はヒルベルト空間の直和と同型である（ノルムは異なるかもしれないが）。
すべてのヒルベルト空間は基礎体（R か C）の十分たくさんのコピーの直和に同型である。これはすべてのヒルベルト空間は正規直交基底をもつという主張と同値である。より一般に、ヒルベルト空間の任意の閉部分空間は補空間をもつ（とくに直交補空間がとれる）。逆に、リンデンシュトラウス–ツァフリーリの定理の述べるとおり、与えられたバナッハ空間の任意の閉部分空間が補空間を持つならば、そのバナッハ空間は（位相的に）ヒルベルト空間に同型である。